# Francesca Cacciniová
Francesca Cacciniová (18. září 1587 – po 1641) byla italská skladatelka, zpěvačka, loutnistka, básnířka a učitelka hudby z počátku barokní éry. Florenťané ji přezdívali La Cecchina, což je pravděpodobně zdrobnělina jména Francesca. Jejím otcem byl Giulio Caccini. Jediná její práce, která se dochovala, je opera La liberazione di Ruggiero, která je nejstarší doloženou operou od ženy - skladatelky.

## Život
Francesca Cacciniová se narodila ve Florencii. Zde získala humanistické vzdělání (latina, řečtina, moderní jazyky, literatura a matematika). Současně jí její otec poskytl základní hudební vzdělání. První zmínka o jejím vystoupení na veřejnosti pochází z roku 1602. Medicejský dvůr se zdržoval v postní době v Pise. Zde dne 3. dubna 1602 byla v kostele svatého Mikuláše uvedena vícehlasá hudba řízená Giuliem Caccinim, přičemž vystoupila i jeho žena (druhá manželka Margherita) a dvě dcery (Settimia a Francesca), které "zpívaly dobře". V mládí Francesca vystupovala s rodiči, sestrou Settimií a nevlastním bratrem Pompeem a dalšími žáky svého otce. Tento soubor byl současníky označován jako Le donne di Giulio Romano. I když byla později angažována u dvora, stále vystupovala i s tímto rodinným souborem, dokud se její sestra Settimia nevdala a nepřestěhovala do Mantovy.
Působila pak na medicejském dvoře jako učitelka hudby, zpěvačka a skladatelka komorní i scénické hudby až do začátku roku 1627. Po roce 1614 byla nejlépe placeným hudebníkem u dvora. Vedle její hudební virtuozity a představy o ženské dokonalosti měla na tuto skutečnost vliv i přízeň Kristiny Lotrinské, která tehdy ve Florencii vládla jako regentka.

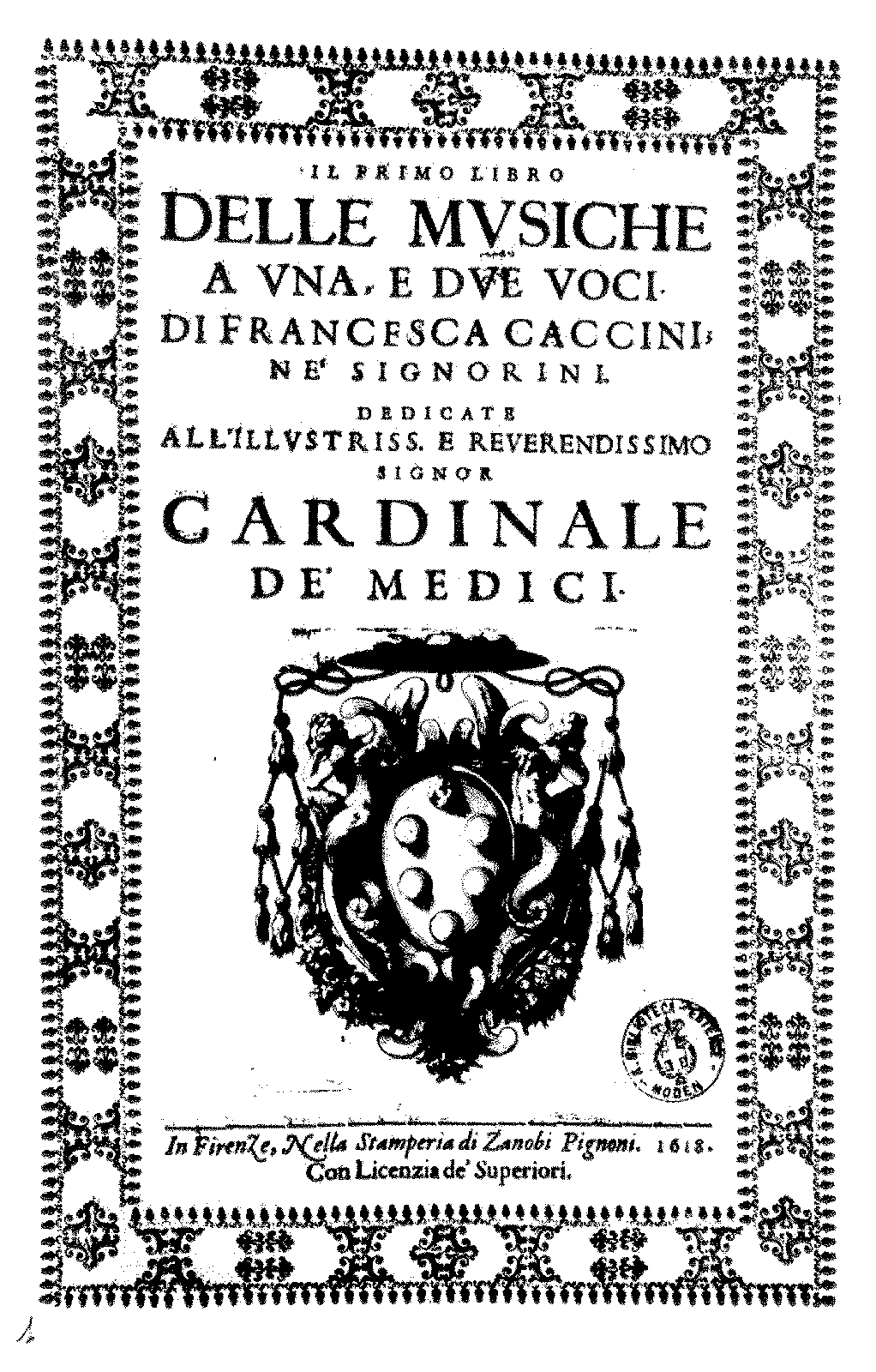
Titulní list "Primo Libro delle Musiche" z roku 1618.

Je pravděpodobné, že byla rychlá a plodná skladatelka, jako její kolegové u dvora Jacopo Peri a Marco da Gagliano. Velmi málo jejích skladeb se však dochovalo. Většina její jevištní hudby byla složena pro komedie básníka Michelangela Buonarroti mladšího (prasynovec stejnojmenného sochaře), kterými jsou La Tancia (1613), Il passatempo (1614) a La fiera (1619). V roce 1618 byla zveřejněna sbírka třiceti šesti písní pro dvojhlas soprán / bass (Il primo libro delle musiche). V tomto díle je sbírka písní a madrigalů různých dobových stylů v italštině a latině na církevní i světské texty.
V zimě roku 1625 složila hudbu pro 75 minutovou komedii-balet s názvem La liberazione di Ruggiero dall'isola d'Alcina, který byl uveden během návštěvy polského korunního prince Vladislava Zikmunda, pozdějšího krále Vladislava IV. Vasy. Kombinace vtipných parodií skladeb rané opery s momenty překvapivé citové intenzity ukazuje, že skladatelka měla přehled o světové produkci v tomto žánru a současně silný smysl pro kompozici rozsáhlejších děl. Představení prince tak nadchlo, že bylo provedeno znovu ve Varšavě v roce 1628.
Poprvé se Francesca Cacciniová provdala v roce 1622 za Giovanniho Battistu Signoriniho. Měla s ním dceru Margheritu. Manžel zemřel v roce 1626. Znovu se provdala v roce 1627 v Lucce za velkého hudebního nadšence, šlechtice Tommasa Raffaelliho. Žila pak v domě svého manžela v Lucce a v roce 1628 mu porodila syna Tommasa. Během pobytu v Lucce se stýkala se zdejší hudební rodinou Buonvisiů. Její druhý manžel zemřel v roce 1630.
Jako vdaná žena odmítla nabídku na vystoupení (v roce 1628 v Parmě), po ovdovění se ale snažila o návrat do služeb medicejského dvora. Návrat zdržely morové epidemie v letech 1630–33 a 1634. Poté Francesca Cacciniová působila u dvora jako učitelka hudby princezen rodu Medicejů, které často navštěvovaly klášter La Crocetta nebo v něm žily. Dále skládala a hrála komorní skladby a zábavné kousky pro dámy u dvora. Služby medicejského dvora opustila dne 8. května 1641. Po tomto datu o ní není žádná dochovaná zmínka.

## Dílo
Francesca Cacciniová napsala pravděpodobně hudbu k nejméně šestnácti dramatickým dílům. Kromě opery La liberazione di Ruggiero a několika úryvků z La Tancia a Il passatempo, které byly publikovány v roce 1618, jsou všechna ostatní její díla považována za ztracená.